# Alves da Cunha
José Maria Alves da Cunha, mais conhecido por Alves da Cunha (São Paulo, Lisboa, 19 de Agosto de 1889 — Santa Isabel, Lisboa, 24 de Setembro de 1956), foi um actor português.

## Biografia
Era filho do médico José Maria Alves da Cunha, natural de Lisboa (freguesia da Madalena), e de Maria da Glória Correia Alves da Cunha, doméstica, natural da Horta (freguesia das Angústias).
Manifestou desde muito cedo um interesse pelo teatro, mas enfrentou a oposição do seu pai, que o enviou a Paris, no sentido de iniciar uma carreira na diplomacia. Chaby Pinheiro também o desaconselhou de ser actor, afirmando que a vida de diplomata era muito melhor, além de que manifestou dúvidas sobre o futuro do teatro nacional. Apesar destas advertências, iniciou a sua carreira no teatro, primeiro como amador, onde mostrou um grande talento para imitações, tendo a sua estreia como profissional sido no Teatro do Ginásio, em 11 de Outubro de 1912, onde interpretou na peça A Volta de Nobre Martins, sob a mestria de Lucinda Simões. Porém, foi durante a sua participação na peça A Garra, de Bernstein, que se afirmou como actor, tendo a sua actuação sido muito bem recebida pelo público. Ganhou um maior destaque quando se integrou na Companhia Rosas & Brazão na temporada de 1914 para 1915, no mesmo período em que aquele grupo sai do Teatro da República, que tinha sido devastado por um incêndio, passando a estar sedeado no Teatro Nacional de São Carlos.
Neste teatro participou em várias peças, embora sempre em posições secundárias, incluindo o Kean, de Alexandre Dumas, O Gavião, de Francis de Croisset, O Sr. Brotonneau, de Robert de Flers e Gaston de Caillavet, Os Anos do Papá, de Eduardo Schwalbach Lucci, A Última Aventura, de Urbano Rodrigues, O Fado, de Bento Mântua, Ciúme de Mulher, de António Carneiro e A Tia Leontina, de Maurice Boniface.
Em 1916 inicia a sua carreira no cinema, com a participação no filme Vivo ou Morto onde Interpreta o personagem "Roberto". Também participou dos filmes Urutau (1919), Um Duelo Célebre (1921), Maria do Mar (1930), Tragédia Rústica (1931), Feitiço do Império (1940), Duas Causas (1952), A Garça e a Serpente (1952) e A Rosa de Alfama (1953), e no documentário Lisboa, Crónica Anedótica. No caso da obra Tragédia Rústica, também foi responsável pela realização e argumento.
A 17 de agosto de 1924, casou civilmente, em Lisboa, com a atriz Berta de Bivar, já divorciada de Vianna da Motta, tendo sido pai de Maria do Pilar Alves da Cunha Cutileiro e de Maria Teresa Alves da Cunha Correia Ribeiro. A 5 de fevereiro de 1948, os dois casaram catolicamente na igreja paroquial de Santa Isabel, em Lisboa.
Nos inícios da década de 1920 já surge com uma companhia própria, primeiro a nível individual e depois em conjunto com a sua esposa, Berta de Bivar.
Foi considerado pelo Diário de Lisboa como «o maior actor português dos nossos tempos», tendo sido responsável pela renovação do interesse dos públicos pelo teatro, que tinha entrado numa fase de declínio. O talento de Alves da Cunha ficou patente numa carreira marcada por vários contratempos e acidentes, incluindo a destruição do Teatro do Ginásio num incêndio. Além de Portugal, também fez digressões em África e no Brasil, com grande sucesso. Interpretou peças de vários autores famosos, como Henrik Ibsen, Nicodemi, Octave Mirbeau, Luigi Pirandello, Miguel de Unamuno, Henri-René Lenormand, Júlio Dantas, Eduardo Schwalbach Lucci, Rui Chianca, Amílcar Ramada Curto e Carlos Selvagem. Também foi ensaiador de teatro e professor no Conservatório. As suas últimas peças foram A Ceia dos Cardeais, levada ao palco em 1955 no Teatro Monumental, e Joana d'Arc, na cidade de Beja, tendo adoecido durante a representação desta última, impedindo-o de continuar a trabalhar.
Faleceu de enfarte do miocárdio na madrugada do dia 24 de Setembro de 1956, em sua casa, na Rua Coelho da Rocha, 117, 1.º esquerdo, freguesia de Santa Isabel, em Lisboa, tendo sido sepultado no Cemitério dos Prazeres. Durante as cerimónias fúnebres, o seu genro, o escultor Alberto Cutileiro, fez a sua máscara funerária.
Foi condecorado com a Ordem Militar de Sant'Iago da Espada e a Medalha da Cidade de Lisboa, e foi alvo de várias homenagens públicas.

## Filmografia
| Ano  | Nome                      | Papel                                     |
| ---- | ------------------------- | ----------------------------------------- |
| 1916 | Vivo ou Morto             | Roberto                                   |
| 1919 | Urutau                    | —                                         |
| 1921 | Um Duelo Célebre          | —                                         |
| 1930 | Lisboa, Crónica Anedótica | Vítima de acidente de trabalho no Arsenal |
| 1930 | Maria do Mar              | Falacha                                   |
| 1931 | Tragédia Rústica          | —                                         |
| 1940 | Feitiço do Império        | Francisco Morais                          |
| 1952 | A Garça e a Serpente      | Conde de Albalonga                        |
| 1952 | Duas Causas               | Senhor Bento                              |
| 1953 | Rosa de Alfama            | Tomé                                      |